# 博恩湖
53°28′28.61″N 12°55′00.89″E / 53.4746139°N 12.9169139°E

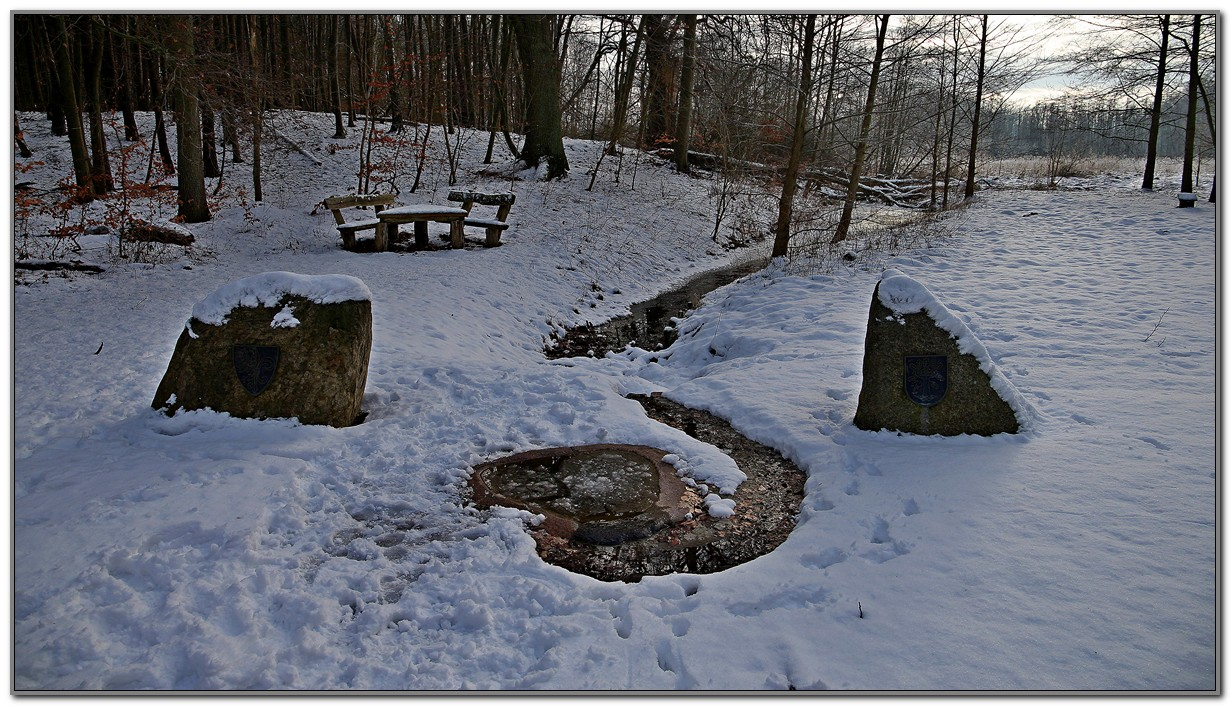

博恩湖（德語：Bornsee），是德國的湖泊，位於該國東北部，由梅克倫堡-前波美拉尼亞州負責管轄，處於梅克倫堡湖區縣，長1.2公里、寬0.2公里，面積0.16平方公里，海拔高度65米。